# Islas Randalls y Wards
Las Islas Randalls y Wards  (nombre original en inglés: Randalls and Wards Islands), denominación que agrupa la isla Randalls (también llamada Randall's Island) y la isla Wards, pertenecen al distrito de Manhattan de Nueva York. Están separadas de Manhattan por el río Harlem; de Queens por el East River y por el Hell Gate; y del Bronx por el Bronx Kill. 
Las dos islas estaban originalmente separadas por completo entre sí, con la isla Randalls al norte de la isla Wards. Sin embargo, el canal situado entre ambas, Little Hell Gate, se rellenó con tierra a principios de los años 1960. Una tercera isla más pequeña, Sunken Meadow, estaba ubicada al este de Randalls y se conectó a ella en 1955. 
La isla tenía en 2010 una población de 1648 habitantes, que viven en una superficie de 2,09 km². La mayor parte de la isla es un parque, que abarca un total de 175 ha. Estos parques ofrecen campos de atletismo, un campo de prácticas de golf, vías verdes, áreas de juego y campos de pícnic. La isla también tiene un largo historial de ser utilizada para localizar asilos, hospitales y cementerios, y actualmente alberga varias instalaciones públicas, incluidos dos hospitales psiquiátricos, una estación de policía estatal, una academia de bomberos, una planta de tratamiento de aguas residuales y varios refugios para personas sin hogar. 
La isla está atravesada por los puentes de Triborough y Hell Gate. Se puede llegar a la isla por el puente de Triborough; el puente de Wards Island, para peatones y ciclistas y que une la isla con East Harlem en Manhattan; o por el Randalls Island Connector, un puente peatonal y ciclista que cruza el Bronx Kill y se conecta con el vecindario de Port Morris en el Bronx. En Randalls Island se celebran tres festivales de música: el Governors Ball Music Festival, el Panorama Music Festival y el Electric Zoo Festival.

## Historia

### Época colonial
| |  |
| Izquierda): Mapa británico de Manhattan (1781). Las islas de Montresor (Wards) y Buchanan (Randalls) se pueden ver a la derecha, flanqueando Hell Gate, aunque sus nombres se han asignado incorrectamente, ya que Montresor es el norte de los dos Derecha): Detalle de un mapa de 1896 de Long Island (Greater Astoria Historical Society); las Islas Randalls y Wards están en la parte superior |  |

Los nativos americanos llamaron a la isla Wards Tenkenas, que se tradujo como "tierras salvajes" o "lugar deshabitado", mientras que Randalls se llamaba Minnehanonck. Las islas fueron adquiridas en julio de 1637 por Wouter Van Twiller, General Director de la colonia holandesa de Nueva Holanda. Los primeros nombres europeos de la isla fueron Great Barent (Wards) y Little Barent (Randalls), en referencia a un pastor danés llamado Barent Jansen Blom. Los nombres de las dos islas cambiaron varias veces. Randalls también fue conocida como "Isla de Buchanan" e "Isla Great Barn", en ambos casos, probables corrupciones de la Isla Great Barent. 
John Montresor , un ingeniero del ejército británico, compró la isla Randalls en 1772. La renombró como "Isla de Montresor" y vivió en ella con su esposa hasta que la Guerra de la Independencia lo forzó a abandonarla. Durante la Guerra de la Revolución, ambas islas albergaban puestos militares británicos, que se usaron para lanzar ataques anfibios contra Manhattan. La casa de Montresor se quemó en 1777. Su dueño regresó a Inglaterra en 1778, pero conservó la propiedad de la isla hasta que los británicos evacuaron la ciudad en 1783 y la isla fue confiscada. 
Los nombres actuales de las islas provienen de sus nuevos propietarios después de la guerra. En noviembre de 1784, Jonathan Randell (o Randel) compró la isla Randalls, mientras que Jaspar Ward y Bartholomew Ward, hijos del juez Stephen Ward, compraron Wards.

### SigloXIX

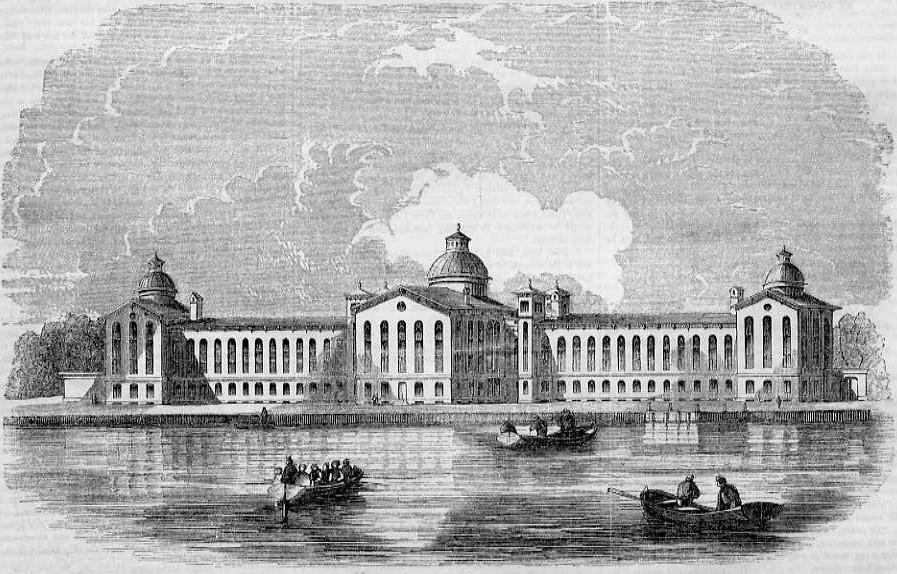
El centro de detención juvenil de la Casa de Refugio de Nueva York en 1855.

Aunque una pequeña población había vivido en Wards desde el siglo XVII, los hermanos Ward desarrollaron la isla con mayor fuerza instalando una fábrica de algodón. En 1807 construyeron el primer puente para cruzar el río Este. El puente levadizo de madera que conectaba la isla con Manhattan en la calle 114, fue pagado por Bartholomew Ward y Philip Milledolar. El puente duró hasta 1821, cuando fue destruido por una tormenta. Después de la destrucción del puente, la isla Wards fue abandonada en gran parte hasta 1840. Los herederos de Jonathan Randel vendieron Randalls a la ciudad en 1835 por 60.000 dólares. 
A mediados del siglo XIX, tanto Randalls y Wards como la Isla de Blackwell, se convirtieron en el emplazamiento de numerosos servicios sociales. Randalls albergaba un orfanato, una casa de caridad, un cementerio para pobres, un asilo para deficientes mentales, un hospital homeopático y casa de reposo de veteranos de la Guerra Civil, y también la Casa de Refugio de Nueva York, un reformatorio completado en 1854 para menores delincuentes o consideradosvagabundos. Entre 1840 y 1930, la Isla Ward fue usada para:
- El entierro de los cientos de miles de cuerpos trasladados desde los cementerios de Madison Square y Bryant Park
- El Refugio de Emigrantes del Estado, un hospital para inmigrantes enfermos e indigentes, inaugurado en 1847, el mayor complejo hospitalario en el mundo durante la década de 1850[11]
- El Asilo para enfermos mentales de la Ciudad de Nueva York se abrió alrededor de 1863[12]
- Centro Psiquiátrico de Manhattan (incorporando el Asilo para Dementes), operado por el Estado de Nueva York cuando se hizo cargo en 1899 de los edificios del asilo y del destinado a los inmigrantes. Con 4400 pacientes, fue la institución psiquiátrica más grande del mundo. El censo de 1920 señala que en el hospital había un total de 6045 pacientes. Más adelante se convirtió en el Centro Psiquiátrico de Manhattan.[13]

### Operaciones de relleno de tierras
Cuando se inauguró el puente Triborough en 1936, se estimuló la conversión de ambas islas en zonas verdes. En aquella época, el Little Hell Gate separaba Randalls y Wards. Alrededor de la década de 1930, comenzó a rellenarse de tierra para extender los parques. A principios de la década de 1960, las islas ya estaban conectadas.
También hubo otra pequeña isla, Sunken Meadow, al este de Randalls. El canal entre ambas se comenzó a rellenar a partir de 1955, cuando la ciudad permitió a las empresas verter residuos de construcción entre las islas de forma gratuita. La isla es ahora parte de Randalls. El sector del parque de Randalls situado en Sunken Meadow, que se completó hacia 1965, consta de 34 ha y contiene campos de juego. También contiene parte de los materiales utilizados para rellenar Little Hell Gate.

### Punta de Scylla
En 1984, el punto en el extremo sureste de la isla fue oficialmente designado como "Negro Point", basándose en el uso no oficial de los marineros de los botes fluviales. El servicio Geológico de Estados Unidos y la Administración Nacional Oceánica y Atmosférica ya utilizaban este nombre, que todavía aparece en los mapas de la zona en la actualidad. En 2001, el Comisionado de Parques Henry Stern, al conocer el nombre, pensó que era ofensivo. Le cambió el nombre a "Scylla", emparejándolo con los campos de recreo de Caribdis en el Astoria Park, dado que ambos lugares están situados en los lados opuestos de Hell Gate, rememorando los monstruos mitológicos Escila y Caribdis situados en los lados opuestos del Estrecho de Mesina. A pesar del cambio de nombre, el término Negro Point todavía es utilizado por los capitanes de los remolcadores y los navegantes que frecuentan la zona.

### Parques

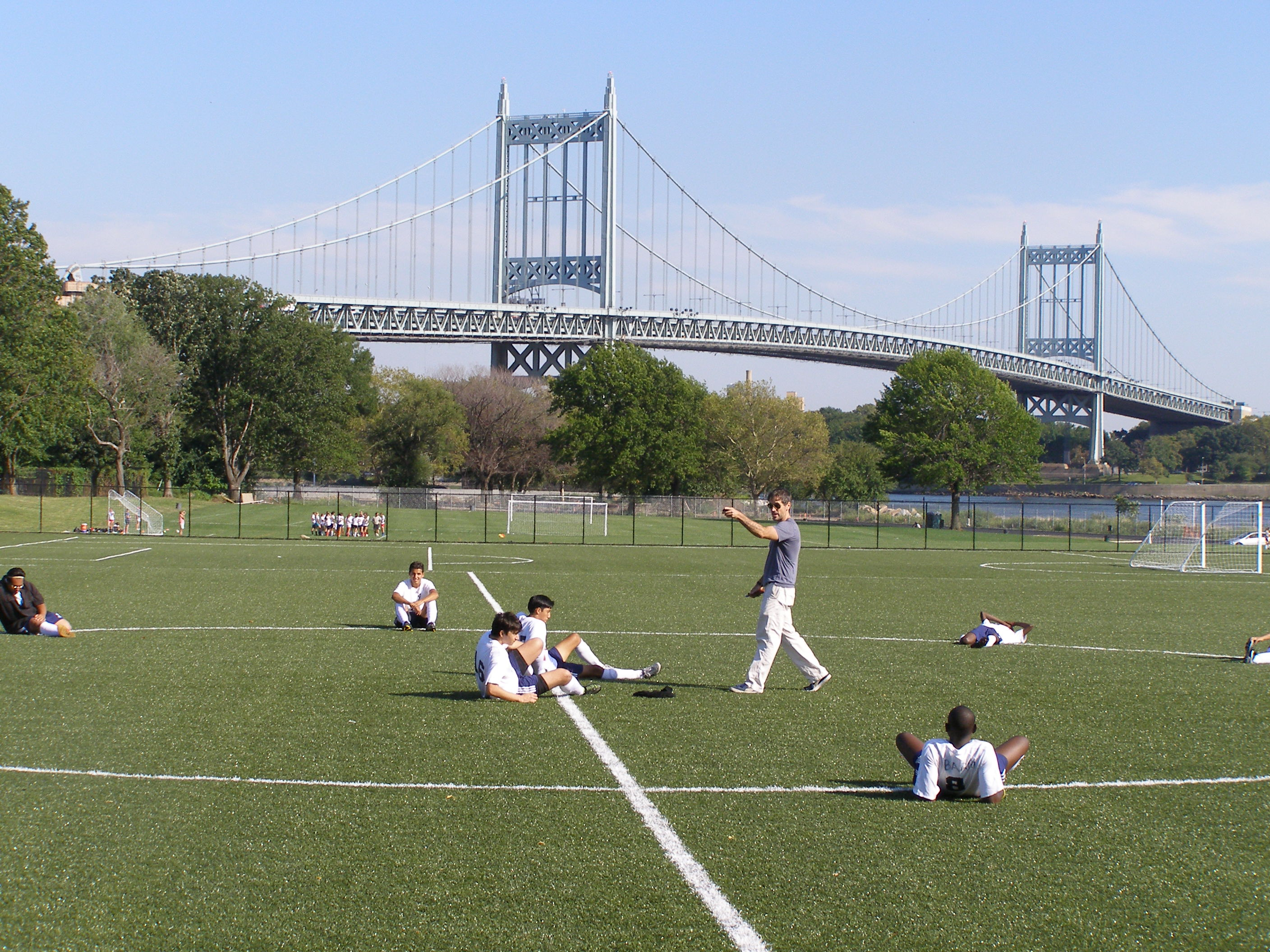
Nuevos campos en isla Randalls, 2008

Tan pronto como en 1916 se realizaron propuestas para agregar parques a las islas, pero su desarrollo se inició realmente gracias a la Conferencia Metropolitana de Parques de 1930, que recomendó que se transformaran en parques recreativos. El Parque de la Isla Randalls es gestionado por la Randalls Island Park Alliance (RIPA), una asociación público-privada fundada en 1992 como la Fundación Deportiva de la Isla.
Esta asociación trabaja con la Ciudad y las comunidades locales para proporcionar instalaciones deportivas, eventos culturales y actividades ambientales. Ejecuta gratuitamente programas para la juventud en el Parque, llevando a miles de niños allí para practicar una gran variedad de deportes y de actividades medio ambientales educativas. Además, organiza el RIK CAMP, un campamento de verano gratuito de seis semanas de duración para niños de East Harlem y de South Bronx.
El primer estadio construido en la isla fue el Downing Stadium, un proyecto de la WPA. Tras su inauguración, el 11 de julio de 1936, 15.000 asistentes pudieron ver a Jesse Owens competir en las pruebas de calificación para los Juegos Olímpicos. También fue la sede de las pruebas femeninas de calificación olímpica en 1964. Fue el escenario de un partido de fútbol internacional amistoso en el que Inglaterra derrotó a los Estados Unidos por 10-0 el 27 de mayo de 1964. En 1960, los propietarios de Ebbets Field donaron 500 focos para el estadio, procedentes del viejo estadio que estaba siendo derribado.
El Downing Stadium fue demolido en el año 2002, siendo sustituido por un nuevo complejo, el Icahn Stadium, inaugurado en abril de 2005. Fue diseñado por el arquitecto Ricardo Zurita, quien también estuvo involucrado en el plan maestro de desarrollo del parque. El 31 de mayo de 2008, el velocista jamaicano Usain Bolt batió el récord mundial de los 100 metros lisos masculinos en la Cuarta Edición Grand Prix Reebok con una marca de 9.72 segundos.
Un renovado centro de golf se inauguró en 2008. Con una superficie de 10 ha, se invirtió medio millón de dólares en su renovación. A continuación, se abrió un centro de tenis en Randalls Island Park en julio de 2009.

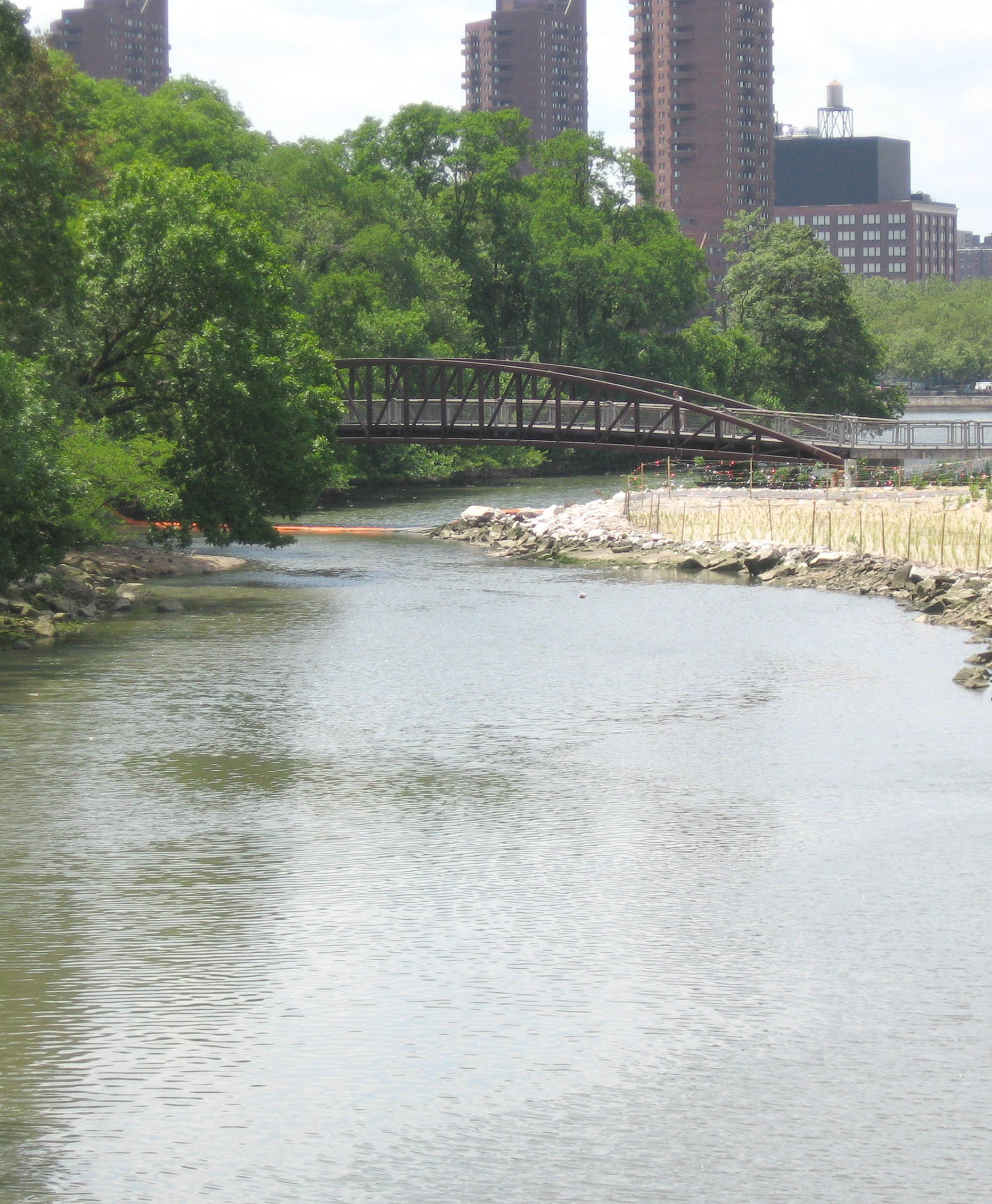
Vista hacia el oeste a lo largo de Little Hell Gate desde el puente peatonal (2008)

El centro es también la sede de la Academia de Tenis John McEnroe y fue la sede de los New York Sportimes del World TeamTennis, hasta que el equipo se trasladó a San Diego en el año 2014. Finalmente, en mayo de 2010, el administrador de parques de la isla y el Departamento de Parques y Recreo de la Ciudad de Nueva York completaron la construcción de más de 60 campos de atletismo para promocionar una mayor variedad de deportes, incluyendo fútbol americano, lacrosse, hockey y rugby (entre los deportes que ya se practicaban en el Parque), y el fútbol, el béisbol y el softbol. Randalls Island Park tiene más campos deportivos que cualquier otro parque de Nueva York.
Tres ambientes naturales, dos marismas y un humedal de agua dulce se sitúan en la isla. A través del proceso de excavación de más de 15.000 m³ de desechos, la instalación de arena limpia, y la plantación de plantas de marisma nativas, se han habilitado 16.000 m² de marismas que rodean la entrada al Little Hell Gate. También se dispusieron otros 16.000 m² de humedales de agua dulce.
La recuperación de los humedales de agua dulce incluyó la plantación de especies herbáceas nativas, arbustos y especies de árboles, tales como el pasto varilla, el aster, el cornejo, y el roble. Además, los proyectos de restauración juegan un papel crucial en el amplio sistema de filtración que recoge el agua de lluvia de las tormentas desde los campos deportivos, y la conduce través de los pantanos, donde las nuevas plantas de forma natural depuran los contaminantes antes de llegar al East River.
La isla cuenta con casi 5 kilómetros de caminos litorales, además de una vía verde debajo del Viaducto de Hell Gate. Está prevista la conexión con el Sur del Bronx Greenway, con nuevos tramos de caminos litorales, hábitats costeros renaturalizados y actuaciones de restauración ambiental. Estos caminos forman parte del Camino Verde de la Costa Este, un itinerario de 4.800 km de largo que se extiende desde Maine hasta Florida.
En el parque también se genera energía renovable, y se espera producir 200 kW de energía solar, eólica y mareomotriz en las instalaciones de la isla. El proyecto incluye un quiosco solar de investigación marina e información, abierto a los visitantes de la isla, y que se había previsto para septiembre de 2012.

## Little Hell Gate

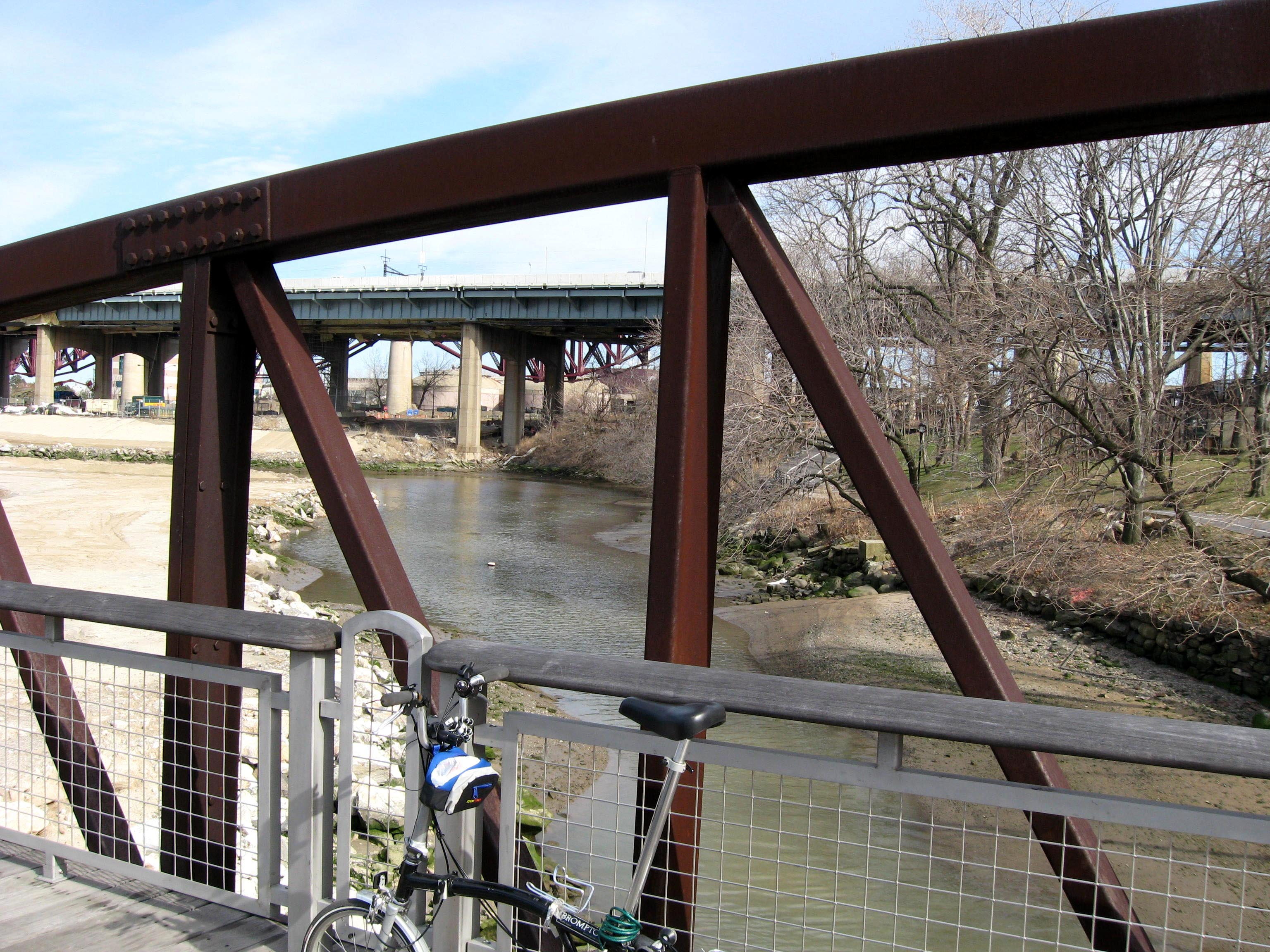
Vista hacia el este desde el puente peatonal en la desembocadura de la vía hacia el Puente de Triborough, 2008

Little Hell Gate fue originalmente un canal fluvial natural que separaba Randalls y Wards. Su extremo este se abría al Hell Gate del East River, frente a Astoria, en Queens. Su extremo oeste se unía con el río Harlem a la altura de la zona que ocupa la calle 116 Este de Manhattan. En el cruce con el puente de Hell Gate, alcanzaba 300 m de ancho. Las corrientes en esta zona eran rápidas.
Después de que el Puente Triborough se inaugurase en 1936, se estimuló la conversión de ambas islas en zonas verdes. Poco después a partir de entonces, la ciudad comenzó a rellenar paso entre las dos islas, con el fin de ampliar y conectar los dos parques. La entrada se rellenó por completo en la década de 1960. Lo que ahora se llama "Little Hell Gate Inlet", es el extremo occidental de lo que era Little Hell Gate, aunque aún permanecen algunos restos de su extremo oriental: una hendidura en la línea costera sobre el lado del East River indica la antigua entrada al canal. Hoy en día, parques y parte de la Academia del Departamento de Bomberos de la Ciudad de Nueva York ocupan esa zona.

## Infraestructura e instalaciones

### Instalaciones

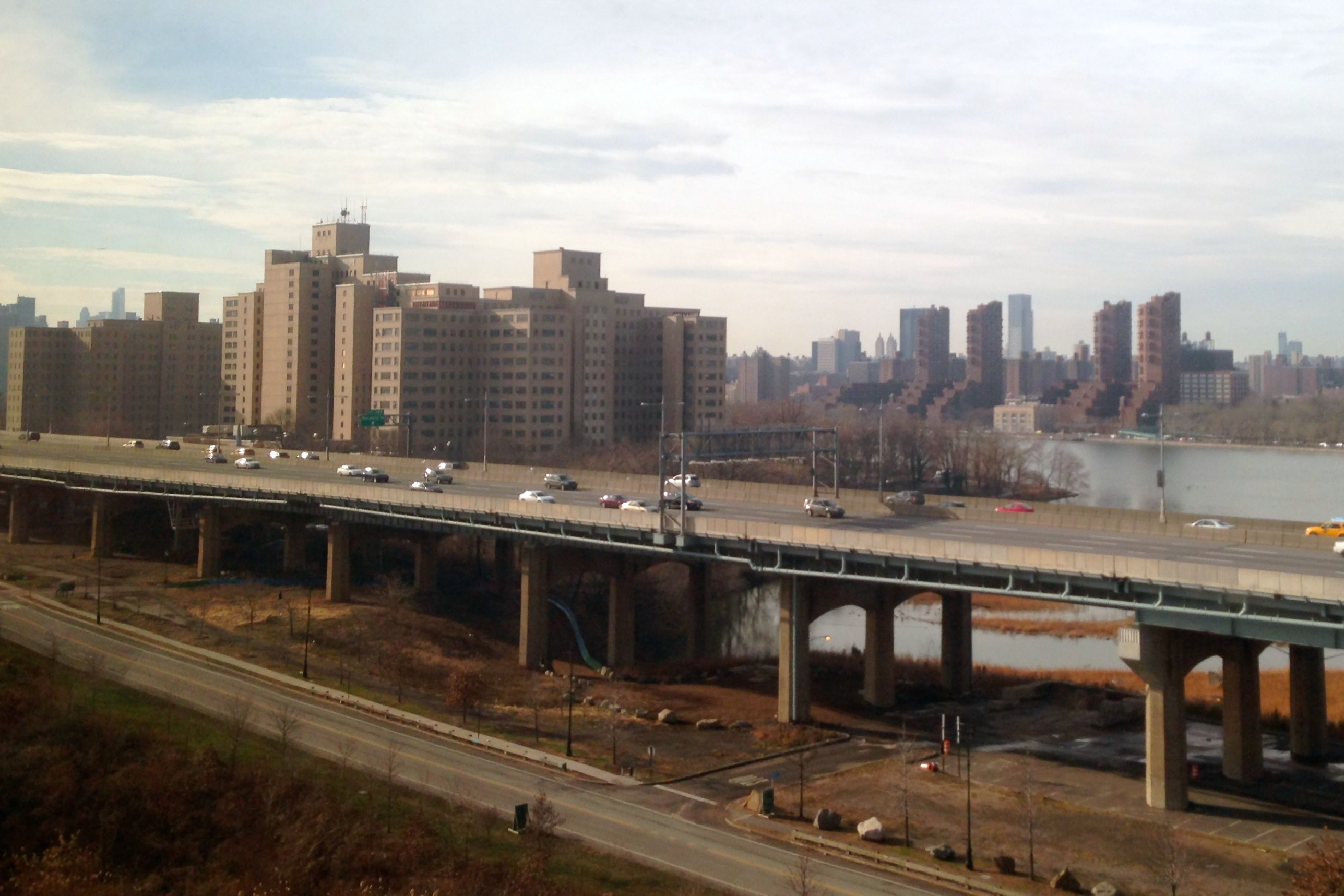
El Centro Psiquiátrico de Manhattan(detrás del Puente de Triborough) y el Centro Psiquiátrico Forense Kirby (en primer plano), 2013

- Hospitales: la isla alberga el Centro Psiquiátrico de Manhattan y el Centro Psiquiátrico Forense Kirby, ambos operados por la Oficina Estatal de Salud Mental. Los edificios del Centro Kirby alojan a los dementes,[33] y es vigilado por la Policía de la Oficina de Salud Mental del Estado de Nueva York.
- Refugios: La isla acoge el Refugio de Evaluación Charles Gay, el Refugio Schwartz para hombres y el Centro de Empleo Clarke Thomas, todos administrados por el Departamento de Servicios para Desamparados de la Ciudad de Nueva York, y patrullados por el Servicio para Desamparados del Departamento de Policía de la Ciudad de Nueva York.[34]
- Policía: La Policía del Estado de Nueva York, también tiene una comisaría en la isla, de la Policía Estatal de NYC.
- Academia de bomberos: El Departamento de Bomberos de la Ciudad de Nueva York gestiona una academia de entrenamiento en la Isla Randalls. La academia dispone de aulas, un depósito de suministro de agua de 760.000 litros, un túnel de metro con las pistas y los dos vagones del metro, un curso de capacitación para controladores de motor, un helipuerto, una réplica de la nave, y varios edificios diseñados para simular los diferentes tipos de construcción de edificios que se encuentran dentro de los límites de la ciudad.[35]
- Tratamiento de agua: Una planta de tratamiento de aguas residuales se encuentra en la isla, denominada Wards Island Water Pollution Control Plant

, operada por el Departamento de Protección del Medio Ambiente de la Ciudad dd Nueva York. La planta inició sus operaciones en el año 1937, cuando servía a una población de más de un millón de personas en el oeste del Bronx y al lado este de Manhattan, y tiene una capacidad de un millón de m³por día.

### Puentes

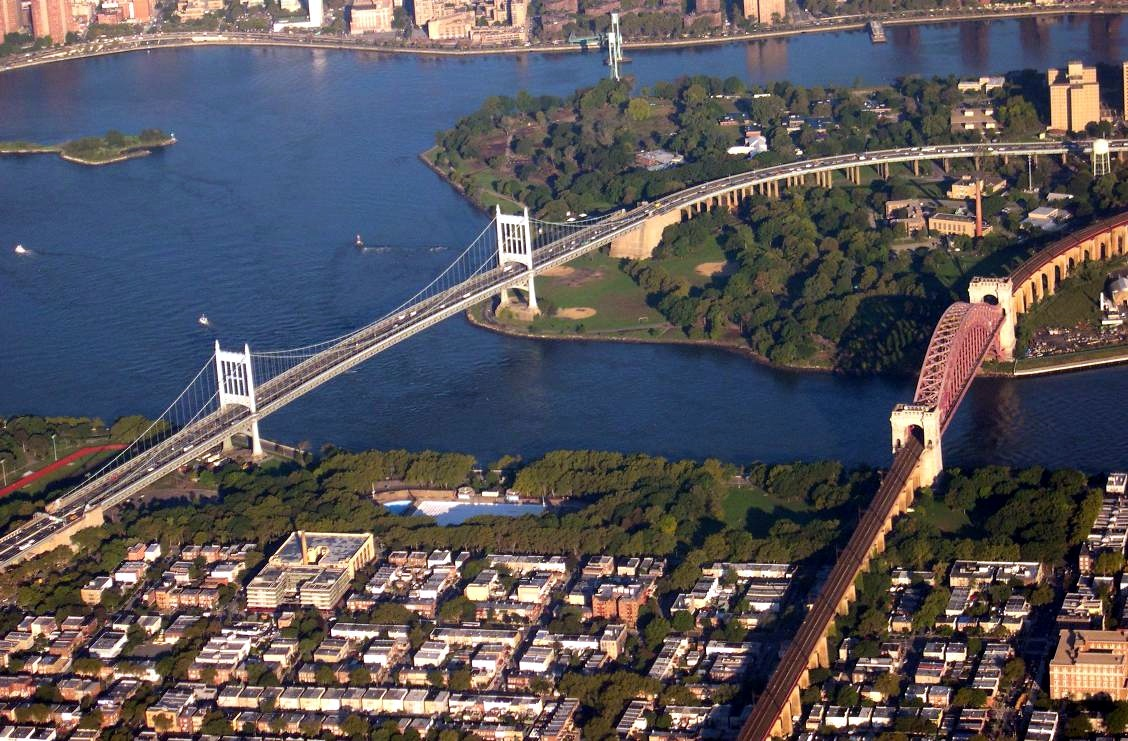
Vista aérea de 2004 desde la parte superior de Queens mirando hacia Wards Island, con una parte del Triborough Bridge, también conocido como Robert F. Kennedy Bridge a la izquierda, y Hell Gate Bridge (derecha). También visible en la distancia aparece la 103rd Street Footbridge de Manhattan

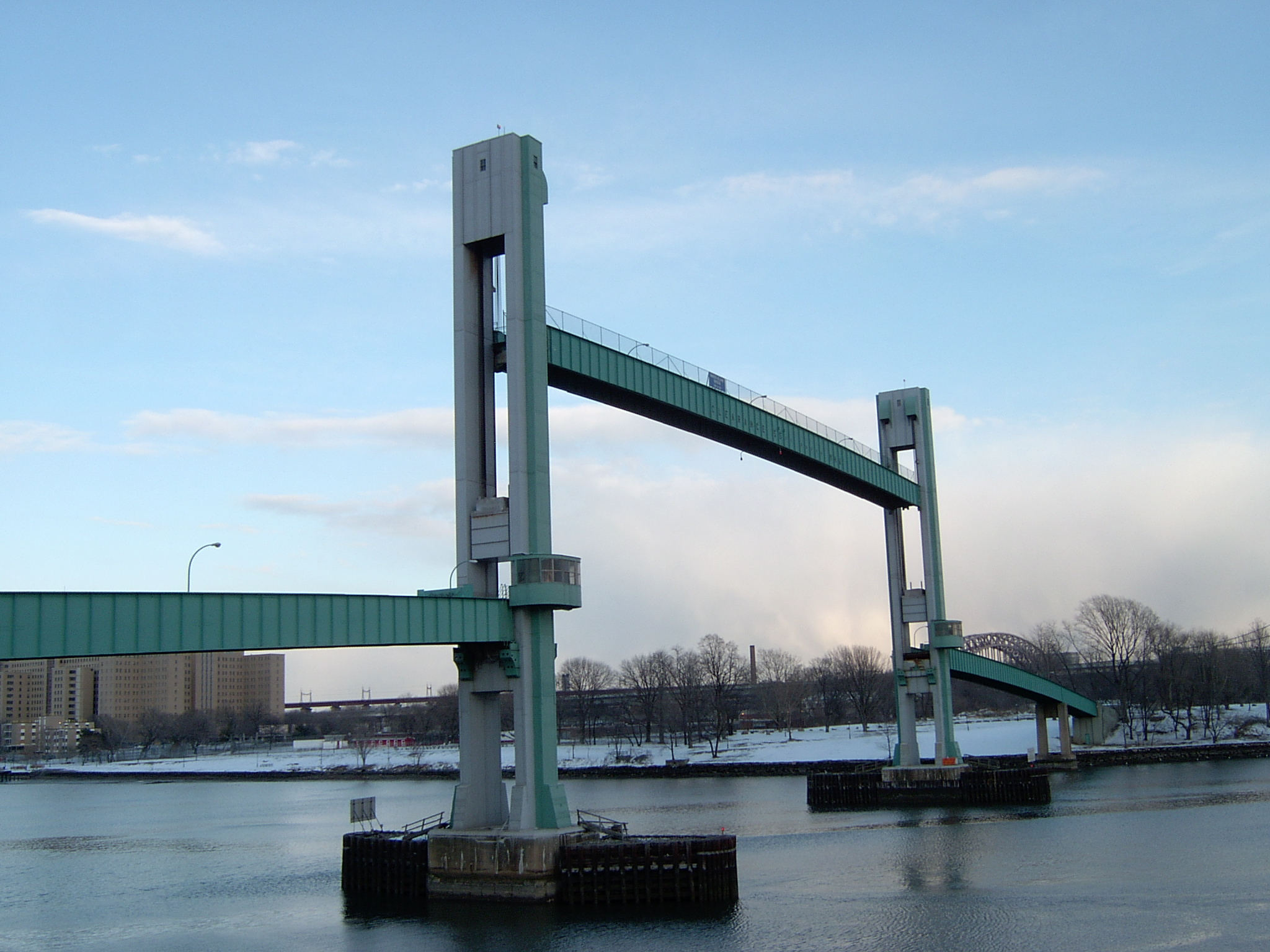
El tramo central del puente de Wards Island en posición elevada, 2007

En 1917 se construyó el puente Hell Gate , un puente ferroviario que se apoya en ambas islas atravesando el East River desde Queens hasta el Bronx. Se pensó por primera vez en el puente a principios de 1900, como un plan para unir Nueva York y el Ferrocarril de Pensilvania con Nueva Inglaterra y el Ferrocarril de New Haven. El puente se considera extremadamente robusto; sería el último puente de la ciudad de Nueva York que colapsase si los humanos desaparecieran, tardando al menos un milenio en hacerlo, según el número de febrero de 2005 de la revista Discover, mientras que la mayoría de los otros puentes caerían en unos 300 años.
En 1936, las islas estaban conectadas con el resto de la ciudad por el puente de Triborough , cuyo centro cruzaba las islas. La Sociedad Americana de Ingenieros Civiles designó el Proyecto del Puente Triborough como un Monumento Histórico Nacional de Ingeniería Civil en 1986. El 19 de noviembre de 2008, el Triborough Bridge pasó a llamarse oficialmente puente Robert F. Kennedy a petición de la familia Kennedy. Para administrar el puente (y, finalmente, todos los cruces de agua hacia la ciudad de Nueva York), el Triborough Bridge and Tunnel Authority erigió un edificio de estilo art déco, la antigua base de Robert Moses; sigue en pie en la isla. 
En 1937, las islas fueron conectadas por un puente sobre Little Hell Gate, haciendo innecesario el ferry a la Isla Wards. Hubo dos puentes que parecen haber sido conocidos como Little Hell Gate Bridge (un puente ferroviario de principios del siglo XX en la aproximación al puente Hell Gate), y un puente posterior de arco de acero inferior a través de Little Hell Gate. El viaducto de aproximación norte al Puente Hell Gate incluyó un puente de arco atirantado invertido, con cuatro vanos de 300 pies (91,4 m) atravesando Little Hell Gate. Aunque la mayor parte de Little Hell Gate se ha rellenado, este puente todavía existe. Cierto tiempo después de inaugurarse el puente ferroviario, se construyó otro puente de tres vanos con un arco de acero de 1000 pies (304,8 m), diseñado por el ingeniero que proyectó el puente George Washington, Othmar Ammann. El puente cruzaba sobre el Little Hell Gate, a poca distancia al noroeste del puente ferroviario.
Este puente quedó obsoleto cuando se rellenó Little Gate, y se construyó una carretera de servicio junto a la deteriorada estructura. Se hicieron esfuerzos a mediados de la década de 1990 para preservar el puente frente a los planes del Departamento de Transporte de la Ciudad de Nueva York para demolerlo. No tuvieron éxito, y el puente fue reemplazado por una simple vía de servicio.
En 1937, Robert Moses desarrolló planes para construir un puente peatonal que cruzara el río Harlem desde East Harlem, un puente que proporcionaría a los residentes de Manhattan un fácil acceso al nuevo parque de Wards Island. Sin embargo, la construcción real de este puente de Wards Island , también conocido como 103rd Street Footbridge, no comenzó hasta 1949. Diseñado también por Othmar Ammann y construido por el Cuerpo de Ingenieros del Ejército de los Estados Unidos, la pasarela fue originalmente conocida como el puente peatonal del río Harlem. Este puente se abrió a los peatones el 18 de mayo de 1951 y se completó a un costo de 2.1 millones de dólares. Da acceso al Parque de la Isla Wards desde el East Harlem, que tiene pocos espacios verdes públicos. 
En noviembre de 2015, se abrió un puente peatonal a nivel del suelo sobre el Bronx Kill, llamado Randalls Island Connector , formando el segundo enlace de la Isla Randall con el Bronx. La construcción de este puente se propuso en 2006, pero no comenzó hasta 2013.

## Lecturas relacionadas
- Bergoffen, Celia J. (8 de marzo de 2001). «Triborough Bridge and Tunnel Authority Triborough Bridge Rehabilitation Project, Randall's and Ward's Islands, Manhattan: Phase 1A Archaeological Assessment Report». nyc.gov.